# Károly Szász

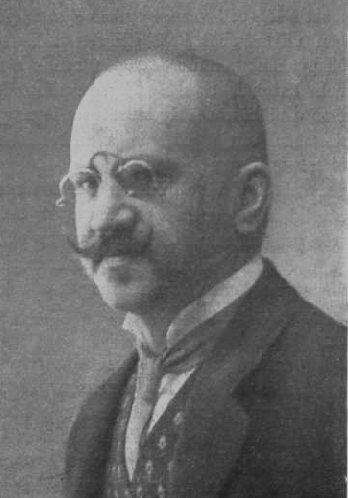
Károly Szász

Károly Szász de Szemerja (Szabadszállás, 11 november 1865 – Boedapest, 21 maart 1950) was een Hongaars literatuurhistoricus en politicus, die van 1917 tot 1918 de functie van voorzitter van het Huis van Afgevaardigden uitoefende. Hij was een lid van de Hongaarse Academie van Wetenschappen en enkele literaire genootschappen. 
Als literatuurhistoricus was hij sterk gekant tegen de poëzie van Endre Ady. Na de verklaring van Eckartsau in november 1918, waarbij keizer-koning Karel I van Oostenrijk afstand deed van zijn koninklijke macht, ontbonden Mihály Károlyi en Szász het Huis van Afgevaardigden en riepen op 16 november de Democratische Republiek Hongarije uit. Vervolgens werd Károlyi waarnemend president en de Hongaarse Rijksdag werd vervangen door de Hongaarse Nationale Raad. Na de afkondiging van de Republiek trok Szász zich terug uit de politiek. Ten tijde van de communistische Hongaarse Radenrepubliek werd hij gevangengenomen als gijzelaar.